# Ahun
Ahun là một xã và là thủ phủ của tổng
Tong tỉnh Creuse thuộc vùng Nouvelle-Aquitaine nước Pháp. Xã này nằm ở khu vực có độ cao trung bình 449 mét trên mực nước biển.

## Địa lý
Đây là một khu vực nông trang nằm ở thung lũng sông Creuse, khoảng cách độ 10 dặm (16 km) về phía đông nam Guéret, tại giao lộ các tuyến đườngD942, D13 và D18.

## Dân số
| 1962                                                        | 1968 | 1975 | 1982 | 1990 | 1999 | 2007 |
| ----------------------------------------------------------- | ---- | ---- | ---- | ---- | ---- | ---- |
| 1491                                                        | 1623 | 1605 | 1529 | 1481 | 1501 | 1927 |
| Số liệu điều tra dân số từ năm 1962 Dân số chỉ tính một lần |      |      |      |      |      |      |

## Địa điểm nổi bật

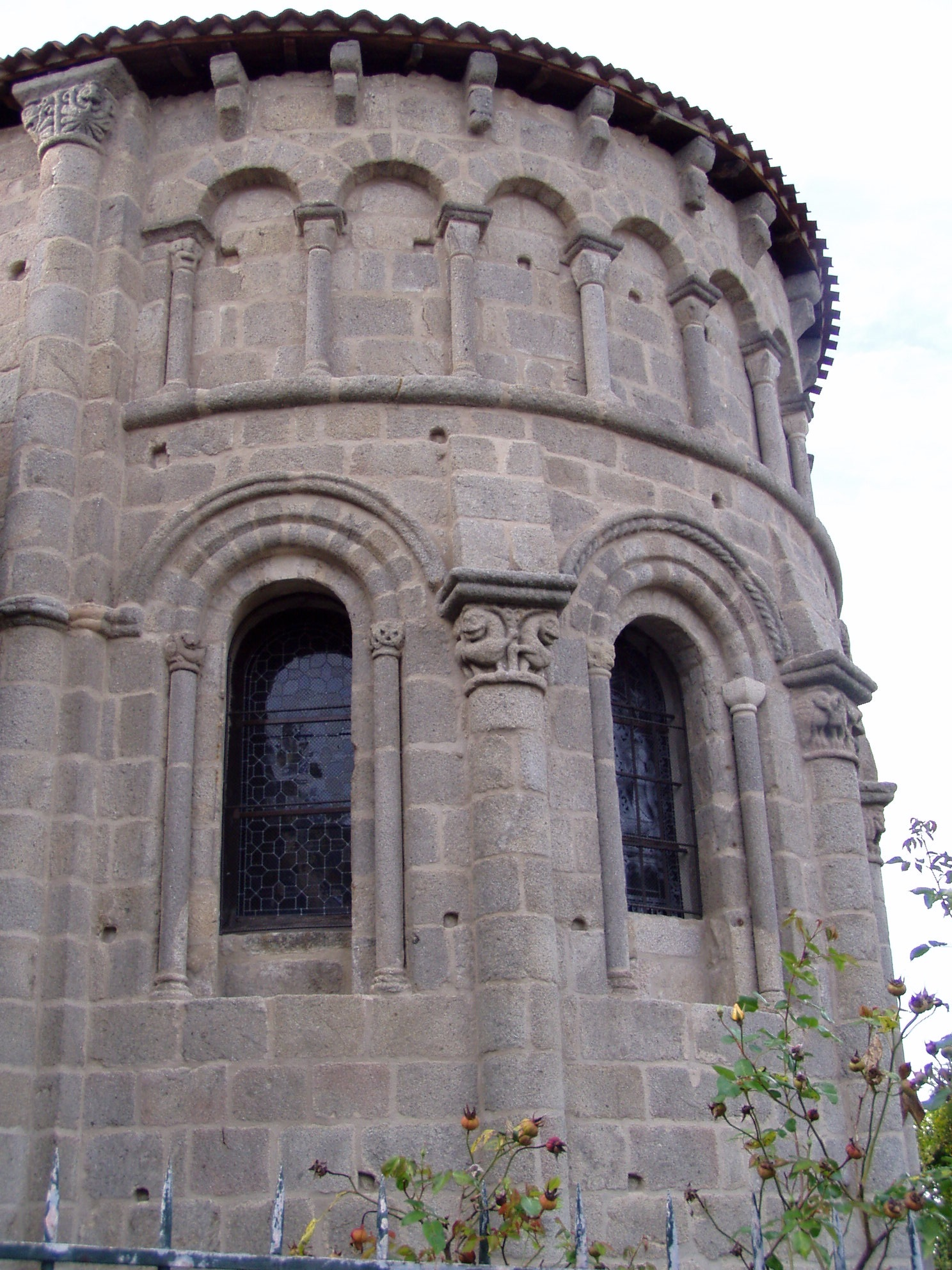
Nhà thờ ở Ahun

- Cầu đường sắt qua sông, được xây bởi Lloyds và Nordling năm 1864.

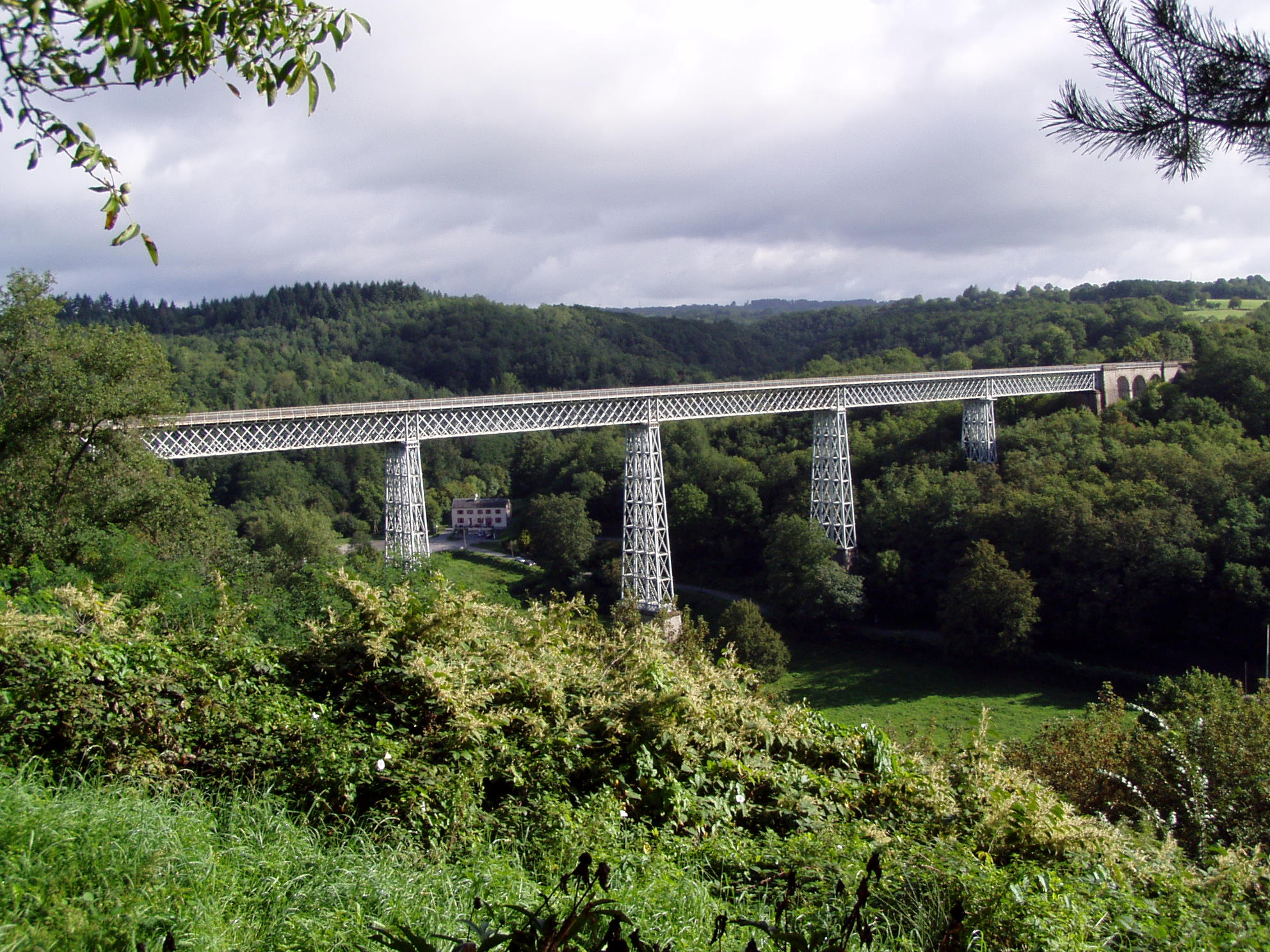
Cầu đường ray ở Busseau

- Nhà thờ St.Sylvain, từ thế kỷ 12.
- Lâu đài thế kỷ 15.